# Exsula
Exsula es un  género de lepidópteros perteneciente a la familia Noctuidae. Es originario del Sudeste de Asia.

## Especies
- Exsula burmaensis Strand, 1912
- Exsula dentatrix Westwood, 1848
- Exsula victrix Westwood, 1848